# Biogeometrie
Biogeometrie is een pseudowetenschap.
Biogeometrie is volgens Dr. Ibrahim Karim een wetenschap die zich bezighoudt met de "energie van vormen"; het is de taal van de relatie tussen vorm en energie.  Biogeometrie houdt zich met een heel speciale relatie tussen vorm en energie bezig, namelijk met vormen die een evenwicht geven in de energievelden.
Een onderdeel van de biogeometrie zijn de vormen in het tweedimensionale vlak, door Karim BioSignaturen genoemd.
Volgens Karim was men zich vroeger heel goed bewust van de grote invloed van geometrische vormen op het menselijke energiesysteem. Dit bewustzijn is geleidelijk aan verdwenen, en onze moderne benadering is deze oude vormen óf als symbolische kunst zonder functie te beschouwen óf ze toe te schrijven aan magische praktijken.
De positie van het lichaam of de bewegingen die we met ons lichaam maken (benen, handen, vingers, mond, tong, ogen, hoofd, enz.) hebben een invloed op organen en hun functies. Denk hierbij bijvoorbeeld ook aan de mudra's of handhoudingen.
Voorbeelden van de spiritueel belangrijke vormen zijn de piramides en de halve bollen (bijvoorbeeld de koepels bij gebouwen van diverse religies). Deze bijzondere vormen zijn energie-zenders; het zijn vormen die een soort van sterk doordringende draaggolf genereren analoog als radiogolven die geluidsinformatie dragen. De sterk doordringende draaggolf werd negatief groen genoemd door Chaumery en De Belizal.
Door de draaggolf-eigenschap van negatief groen heeft het zeer sterke communicatieve eigenschappen, die het makkelijker maken om in resonantie te komen met hogere "sferen" tijdens een gebed of meditatie. Negatief groen blijkt echter ook andere eigenschappen te hebben die zeer schadelijk zijn voor levende wezens bij langdurige blootstelling. Deze eigenschap wordt tenietgedaan door iets af te wijken van de zuivere vorm van de piramide (het minieme deukje in de zijvlakken van de grote piramide in Egypte) of de halve bol (een punt op de bovenkant, het iets smaller worden onderaan of het wat uitgerekt zijn onderaan).

## Sceptisch
Er zijn verhalen van mensen die zeggen zeer positieve resultaten te hebben ondervonden met biogeometrisch vormgegeven voorwerpen en het verblijven in biogeometrisch vormgegeven gebouwen. Echter...
- De genoemde energieën, hogere sferen e.d. zijn nog nooit wetenschappelijk aangetoond. Onderzoeken hebben wel overtuigend aangetoond dat mensen die zeggen dergelijke energieën te kunnen zien of voelen dit onder gecontroleerde omstandigheden (waarbij zelfbedrog is uitgesloten) niet kunnen. De meeste van dit soort mensen die begrippen als 'energie', 'energiesysteem', 'draaggolf', 'trillingen' e.d. gebruiken hebben over het algemeen niet het flauwste idee waar ze het over hebben. Het gebruik van deze termen is uitermate populair in newagekringen maar heeft geen enkele relatie tot het wetenschappelijk gebruik van deze termen.
- Er is geen enkel wetenschappelijk onderzoek gepubliceerd over de eventuele effecten van biogeometrisch vormgegeven voorwerpen. Wel staat vast dat er altijd mensen te vinden zijn die ergens positieve resultaten van zeggen te ondervinden. Dat dit soort getuigenissen ongeschikt zijn om na te gaan of iets werkt of niet, is een belangrijke wetenschappelijke ontdekking op dit terrein.
- Het zo prettig mogelijk ontwerpen van voorwerpen en inrichten van gebouwen op wetenschappelijke basis heet ergonomie. Ergonomisch correct ontworpen en ingerichte voorwerpen en gebouwen hebben een wetenschappelijk aantoonbaar positief effect, zonder dat er onaantoonbare bovennatuurlijke energieën, (magneet)velden etc. voor nodig zijn om een en ander te verklaren.

Het zou heel wenselijk zijn als er een duidelijk overzicht komt van de verschillen en overeenkomsten tussen gebouwen waarbij duidelijk gebruik is gemaakt van biogeometrie, van Feng Shui, Baubiologie en andere methoden waarbij de architect extra aandacht heeft gegeven aan de positie van het gebouw ten opzichte van de omgeving, het magnetisch veld van de aarde, lichtinval, geluid, kleuren, ergonomie, verhoudingen tussen de afmetingen, enz. Echter, bij Feng Shui bijvoorbeeld blijkt keer op keer dat verschillende 'experts' het altijd volstrekt met elkaar oneens zijn over de toepassing van hun kunst. Het lijkt er dan ook op dat een en ander volstrekt willekeurig wordt toegepast en dat het benoemen van verschillen en overeenkomsten derhalve een onmogelijke opgave is.